# Admirals de Milwaukee
Pour les articles homonymes, voir Admiral.
 (mai 2018).
Si vous disposez d'ouvrages ou d'articles de référence ou si vous connaissez des sites web de qualité traitant du thème abordé ici, merci de compléter l'article en donnant les références utiles à sa vérifiabilité et en les liant à la section « Notes et références ».
Les Admirals de Milwaukee sont une franchise professionnelle de hockey sur glace de la Ligue américaine de hockey en Amérique du Nord. Ils font partie de la division Centrale dans l'association de l'Ouest.

## Histoire
Les Admirals donnèrent leur premiers coups de patin lors de l'hiver 1970 en tant que club amateur connu sous le nom des Wings de Milwaukee. Ils perdirent leur première rencontre le 25 janvier contre les Madison All-Stars sur le score de 7-17. Leur première victoire arriva cinq jours plus tard contre le Milwaukee Winter Club sur la marque de 10-8.
L'année suivante, l'équipe fut vendue par le propriétaire d'origine, Reed Fansher, à un groupe d'investisseurs. L'un d'entre eux, Edwin J. Merar, étant propriétaire d'un magasin d'appareils ménagers, l'équipe fut renommée les Admirals après une vente de réfrigérateurs de marque au magasin de Merar.
Au début de la saison 1973-74, les Admirals joignirent la nouvellement créée United States Hockey League. Leur première saison ne fut pas brillante et ils terminèrent derniers de leur division avec une fiche de 11 victoires, 2 matchs nuls et 35 défaites.
Les Admirals gagnèrent le championnat USHL en 1976, remportant sept matchs consécutifs en séries éliminatoires. Lors de l'été qui suivit, l'équipe fut achetée par l'ancien annonceur des Black Hawks de Chicago, Lloyd Pettit et sa femme Jane Bradley-Pettit.
En 1977 les Admirals rejoignirent la Ligue internationale de hockey lorsque l'USHL devint une ligue complètement amateur. Ils participèrent en 1983 à la finale de la Coupe Turner qu'ils perdirent contre Toledo en six matchs.
Ils restèrent en LIH jusqu'à la disparition de celle-ci en 2001 pour joindre, en compagnie de cinq autres équipes, la Ligue américaine de hockey.
Ils remportèrent leur première Coupe Calder en 2004 en battant les Penguins de Wilkes-Barre/Scranton. Avant d'atteindre la finale, ils durent batailler sept matches contre les Mighty Ducks de Cincinnati au premier tour, puis ils vainquirent les Wolves de Chicago en six manches afin d'accéder à la finale d'association où ils éliminèrent les Americans de Rochester 4 parties à 1. Milwaukee balaya alors les Penguins pour conquérir la Coupe Calder. Les Admirals accomplirent une rare série éliminatoire où ils battirent chaque opposant successif en un match de moins que le précédent.
Les Admirals furent acquis en juin 2005 par un groupe d'investisseurs, menés par Harris J. Turer, incluant Mark Attanasio, propriétaire des Milwaukee Brewers, équipe de baseball, et Ben Sheets, lui-même joueur de baseball. Les Brewers devinrent alors le seul sponsor des Admirals qui arborèrent un patch des Brewers sur leur tenue.
Les Admirals remportèrent leur deuxième titre de division en LAH en 2006, remportant le titre au cours de la dernière journée lors d'une victoire contre les Griffins de Grand Rapids.
Après une victoire difficile en 7 matches contre les Stars de l'Iowa en première ronde, Milwaukee balaya successivement les Aeros de Houston et les Griffins de Grand Rapids pour atteindre pour la deuxième fois la finale de la Coupe Calder. Mais ils furent vaincus par les Bears de Hershey en 6 parties.
Le 1er août 2006, les Admirals dévoilèrent leur nouveau logo au public. Ce logo amena un changement radical dans les couleurs de l'équipe qui passèrent du bleu et rouge au noir, argent et bleu.
Le 1er septembre 2006, les Oilers d'Edmonton annoncèrent qu'ils voulaient s'affilier partiellement à 5 équipes de la LAH pour la saison 2006-2007. Les cinq équipes, dont une est les Admirals, sont les Griffins de Grand Rapids, les Stars de l'Iowa, les Penguins de Wilkes-Barre/Scranton et les Bulldogs de Hamilton. Cette décision intervint après l'annonce de l'ancien club école des Oilers, les Roadrunners d'Edmonton, de suspendre leurs activités au début de la saison 2005-2006.
Pour la 2007-2008, les Oilers ayant conclu un accord avec les Falcons de Springfield, les Admirals ne sont plus affiliés qu'avec les Predators de Nashville.

## Bilan par saison

### En USHL
| No | Saison    | PJ | V  | D  | N | BP  | BC  | Pts | Classement              | Séries éliminatoires |
| -- | --------- | -- | -- | -- | - | --- | --- | --- | ----------------------- | -------------------- |
| 1  | 1973-1974 | 48 | 11 | 35 | 2 | 192 | 318 | 24  | 5es de la division Sud  | Non qualifiés        |
| 2  | 1974-1975 | 48 | 18 | 30 | 0 | 241 | 288 | 36  | 3es de la division Sud  | Non qualifiés        |
| 3  | 1975-1976 | 48 | 23 | 25 | 0 | 279 | 270 | 46  | 3es de la division Sud  | Vainqueurs           |
| 4  | 1976-1977 | 48 | 23 | 23 | 2 | 231 | 241 | 48  | 1ers de la division Sud | Finalistes           |

### En ligue internationale de hockey
| No | Saison    | PJ | V  | D  | N  | DP | BP  | BC  | Pts | Classement                        | Séries éliminatoires |
| -- | --------- | -- | -- | -- | -- | -- | --- | --- | --- | --------------------------------- | -------------------- |
| 5  | 1977-1978 | 80 | 27 | 38 | 15 | -- | 257 | 299 | 69  | 3es de la division Sud            | Éliminés au 1er tour |
| 6  | 1978-1979 | 80 | 21 | 48 | 11 | -- | 260 | 391 | 53  | Derniers de la division Sud       | Éliminés au 1er tour |
| 7  | 1979-1980 | 80 | 29 | 41 | 10 | -- | 327 | 402 | 68  | 3es de la division Sud            | Éliminés au 1er tour |
| 8  | 1980-1981 | 82 | 32 | 35 | 15 | -- | 354 | 371 | 79  | 3es de la division Ouest          | Éliminés au 1er tour |
| 9  | 1981-1982 | 82 | 41 | 34 | 7  | -- | 385 | 351 | 91  | 2es                               | Éliminés au 1er tour |
| 10 | 1982-1983 | 82 | 43 | 30 | 9  | -- | 407 | 312 | 98  | 1ers de la division Ouest         | Finalistes           |
| 11 | 1983-1984 | 82 | 46 | 30 | 6  | -- | 403 | 335 | 101 | 2es                               | Demi-finalistes      |
| 12 | 1984-1985 | 82 | 25 | 52 | 5  | -- | 292 | 389 | 60  | Derniers de la division Ouest     | Non qualifiés        |
| 13 | 1985-1986 | 82 | 48 | 28 | 1  | 5  | 368 | 306 | 102 | 2es de la division Ouest          | Éliminés au 1er tour |
| 14 | 1986-1987 | 82 | 41 | 37 | 4  | 0  | 342 | 358 | 86  | 3es de la division Ouest          | Éliminés au 1er tour |
| 15 | 1987-1988 | 82 | 21 | 54 | -- | 7  | 288 | 430 | 49  | Derniers de la division Ouest     | Non qualifiés        |
| 16 | 1988-1989 | 82 | 54 | 23 | -- | 5  | 399 | 323 | 113 | 2es de la division Ouest          | Demi-finalistes      |
| 17 | 1989-1990 | 82 | 36 | 39 | -- | 7  | 316 | 370 | 79  | 3es de la division Ouest          | Éliminés au 1er tour |
| 18 | 1990-1991 | 82 | 36 | 43 | -- | 3  | 275 | 316 | 75  | 4es de la division Ouest          | Éliminés au 1er tour |
| 19 | 1991-1992 | 82 | 38 | 36 | -- | 8  | 306 | 309 | 84  | 3es de la division Est            | Éliminés au 1er tour |
| 20 | 1992-1993 | 82 | 49 | 23 | -- | 10 | 329 | 280 | 108 | 1ers de la division Mid-Ouest     | Éliminés au 1er tour |
| 21 | 1993-1994 | 81 | 40 | 24 | -- | 17 | 338 | 302 | 97  | 2es de la division Mid-Ouest      | Éliminés au 1er tour |
| 22 | 1994-1995 | 81 | 44 | 27 | -- | 10 | 317 | 298 | 98  | 1ers de la division Centrale      | Demi-finalistes      |
| 23 | 1995-1996 | 82 | 40 | 32 | -- | 10 | 290 | 307 | 90  | 1ers de la division Mid-Ouest     | Éliminés au 1er tour |
| 24 | 1996-1997 | 82 | 38 | 36 | -- | 8  | 253 | 298 | 84  | 4es de la division Mid-Ouest      | Éliminés au 1er tour |
| 25 | 1997-1998 | 82 | 43 | 34 | -- | 5  | 267 | 262 | 91  | 3es de la division Mid-Ouest      | Éliminés au 2e tour  |
| 26 | 1998-1999 | 82 | 38 | 28 | -- | 16 | 254 | 265 | 92  | Derniers de la division Mid-Ouest | Éliminés au 1er tour |
| 27 | 1999-2000 | 82 | 37 | 36 | -- | 9  | 222 | 246 | 83  | 5es de l'association de l'Est     | Éliminés au 1er tour |
| 28 | 2000-2001 | 82 | 42 | 33 | -- | 7  | 244 | 217 | 91  | 5es de l'association de l'Est     | Éliminés au 1er tour |

### En ligue américaine de hockey
| No | Saison    | PJ                                                               | V                                                                | D                                                                | N                                                                | DP                                                               | DTB                                                              | BP                                                               | BC                                                               | Pts                                                              | Classement                                                       | Séries éliminatoires                                             |
| -- | --------- | ---------------------------------------------------------------- | ---------------------------------------------------------------- | ---------------------------------------------------------------- | ---------------------------------------------------------------- | ---------------------------------------------------------------- | ---------------------------------------------------------------- | ---------------------------------------------------------------- | ---------------------------------------------------------------- | ---------------------------------------------------------------- | ---------------------------------------------------------------- | ---------------------------------------------------------------- |
| 29 | 2001-2002 | 80                                                               | 37                                                               | 31                                                               | 7                                                                | 5                                                                | --                                                               | 250                                                              | 236                                                              | 86                                                               | Derniers de l'Ouest                                              | Non qualifiés                                                    |
| 30 | 2002-2003 | 80                                                               | 43                                                               | 25                                                               | 8                                                                | 4                                                                | --                                                               | 276                                                              | 237                                                              | 98                                                               | 4es de l'Ouest                                                   | Éliminés au 2e tour                                              |
| 31 | 2003-2004 | 80                                                               | 46                                                               | 24                                                               | 7                                                                | 3                                                                | --                                                               | 269                                                              | 191                                                              | 102                                                              | 1ers de l'Ouest                                                  | Vainqueurs                                                       |
| 32 | 2004-2005 | 80                                                               | 47                                                               | 24                                                               | --                                                               | 5                                                                | 4                                                                | 247                                                              | 207                                                              | 103                                                              | 2es de l'Ouest                                                   | Éliminés au 1er tour                                             |
| 33 | 2005-2006 | 80                                                               | 49                                                               | 21                                                               | --                                                               | 4                                                                | 4                                                                | 268                                                              | 234                                                              | 108                                                              | 1ers de l'Ouest                                                  | Finalistes                                                       |
| 34 | 2006-2007 | 80                                                               | 41                                                               | 25                                                               | --                                                               | 4                                                                | 10                                                               | 227                                                              | 230                                                              | 96                                                               | 3es de l'Ouest                                                   | Éliminés au 1er tour                                             |
| 35 | 2007-2008 | 80                                                               | 44                                                               | 29                                                               | --                                                               | 4                                                                | 3                                                                | 231                                                              | 212                                                              | 95                                                               | 4es de l'Ouest                                                   | Éliminés au 1er tour                                             |
| 36 | 2008-2009 | 80                                                               | 49                                                               | 22                                                               | -                                                                | 3                                                                | 6                                                                | 229                                                              | 195                                                              | 107                                                              | 1ers de la division Ouest                                        | Éliminés au 2e tour                                              |
| 37 | 2009-2010 | 80                                                               | 41                                                               | 30                                                               | -                                                                | 2                                                                | 7                                                                | 237                                                              | 220                                                              | 91                                                               | 4es de la division Ouest                                         | Éliminés au 1er tour                                             |
| 38 | 2010-2011 | 80                                                               | 44                                                               | 22                                                               | -                                                                | 6                                                                | 8                                                                | 226                                                              | 194                                                              | 102                                                              | 1ers de la division Ouest                                        | Éliminés au 2e tour                                              |
| 39 | 2011-2012 | 76                                                               | 40                                                               | 29                                                               | -                                                                | 2                                                                | 5                                                                | 210                                                              | 190                                                              | 87                                                               | 2es de la division Midwest                                       | Éliminés au 1er tour                                             |
| 40 | 2012-2013 | 76                                                               | 41                                                               | 28                                                               | -                                                                | 4                                                                | 3                                                                | 197                                                              | 200                                                              | 89                                                               | 2es de la division Midwest                                       | Éliminés au 1er tour                                             |
| 41 | 2013-2014 | 76                                                               | 39                                                               | 24                                                               | -                                                                | 6                                                                | 7                                                                | 215                                                              | 199                                                              | 91                                                               | 3es de la division Midwest                                       | Éliminés au 1er tour                                             |
| 42 | 2014-2015 | 76                                                               | 33                                                               | 28                                                               | -                                                                | 8                                                                | 7                                                                | 206                                                              | 218                                                              | 81                                                               | 5es division Midwest                                             | Non qualifiés                                                    |
| 43 | 2015-2016 | 76                                                               | 48                                                               | 23                                                               | -                                                                | 3                                                                | 2                                                                | 224                                                              | 193                                                              | 101                                                              | 1ers de la division Centrale                                     | Éliminés en 1er tour                                             |
| 44 | 2016-2017 | 76                                                               | 43                                                               | 26                                                               | -                                                                | 4                                                                | 3                                                                | 225                                                              | 215                                                              | 93                                                               | 3es de la division Centrale                                      | Éliminés en 1er tour                                             |
| 45 | 2017-2018 | 76                                                               | 38                                                               | 32                                                               | -                                                                | 4                                                                | 2                                                                | 216                                                              | 235                                                              | 82                                                               | 6es de la division Centrale                                      | Non qualifiés                                                    |
| 46 | 2018-2019 | 76                                                               | 36                                                               | 24                                                               | -                                                                | 14                                                               | 2                                                                | 217                                                              | 207                                                              | 88                                                               | 2es de la division Centrale                                      | Éliminés au 1er tour                                             |
| 47 | 2019-2020 | 63                                                               | 41                                                               | 14                                                               | -                                                                | 5                                                                | 3                                                                | 211                                                              | 141                                                              | 90                                                               | 1ers de la division Centrale                                     | Séries annulées à cause de la pandémie de Covid-19               |
| 48 | 2020-2021 | L'équipe ne prend pas part à la saison en raison de la pandémie. | L'équipe ne prend pas part à la saison en raison de la pandémie. | L'équipe ne prend pas part à la saison en raison de la pandémie. | L'équipe ne prend pas part à la saison en raison de la pandémie. | L'équipe ne prend pas part à la saison en raison de la pandémie. | L'équipe ne prend pas part à la saison en raison de la pandémie. | L'équipe ne prend pas part à la saison en raison de la pandémie. | L'équipe ne prend pas part à la saison en raison de la pandémie. | L'équipe ne prend pas part à la saison en raison de la pandémie. | L'équipe ne prend pas part à la saison en raison de la pandémie. | L'équipe ne prend pas part à la saison en raison de la pandémie. |
| 49 | 2021-2022 | 76                                                               | 39                                                               | 28                                                               | -                                                                | 5                                                                | 4                                                                | 229                                                              | 228                                                              | 87                                                               | 3es de la division Centrale                                      | Éliminés au 2e tour                                              |

## Logos

Premier logo des Admirals, utilisé de 1973 à 1975
Deuxième logo, utilisé de 1975 à 1977
Logo de 1977 à 1981, le 1er « Marin patineur »
Logo de 1982 a 1997, le 2e « Marin patineur »

Logo de 1997 à 2006
Logo de 2006 à 2015
Logo depuis 2015

## Joueurs

### Joueurs actuels
| No    | Nom                | Nat. | Position       | Arrivée |
| ----- | ------------------ | ---- | -------------- | ------- |
| +001, | Devin Cooley       |      | Gardien de but |         |
| +030, | Yaroslav Askarov   |      | Gardien de but |         |
| +002, | Marc Del Gaizo     |      | Défenseur      |         |
| +005, | Kevin Gravel       |      | Défenseur      |         |
| +007, | Spencer Stastney   |      | Défenseur      |         |
| +010, | Roland McKeown     |      | Défenseur      |         |
| +019, | Jordan Gross       |      | Défenseur      |         |
| +024, | Keaton Thompson    |      | Défenseur      |         |
| +058, | Adam Wilsby        |      | Défenseur      |         |
| +082, | Xavier Bouchard    |      | Défenseur      |         |
| +011, | Tim Schaller       |      | Ailier gauche  |         |
| +012, | Luke Evangelista   |      | Ailier droit   |         |
| +015, | Jimmy Huntington   |      | Centre         |         |
| +016, | Philip Tomasino    |      | Ailier droit   |         |
| +017, | Tommy Novak        |      | Centre         |         |
| +021, | Jachym Kondelik    |      | Centre         |         |
| +025, | Cole Schneider – C |      | Ailier gauche  |         |
| +043, | John Leonard       |      | Ailier gauche  |         |
| +047, | Navrin Mutter      |      | Ailier gauche  |         |
| +051, | Markus Nurmi       |      | Ailier droit   |         |
| +055, | Tommy Apap         |      | Centre         |         |
| +070, | Egor Afanasyev     |      | Ailier gauche  |         |
| +091, | Kiefer Sherwood    |      | Ailier droit   |         |

### Entraîneurs
- Wayne Caufield (1972-1974)
- Arnie Garber (1973-1974)
- Andre Caron (1974-1977)
- Gene Ubriaco (1977-1979)
- Richard Jamieson (1979-1980)
- Phil Wittliff (1979-1980)
- Nelson LeClair (1980-1981)
- Phil Wittliff (1980-1984)
- Jim Pappin (1984-1985)
- Cliff Koroll (1984-1985)
- Phil Wittliff (1985-1987)
- Kevin Willison (1987-1988)
- Rick Ley (1988-1989)
- Ron Lapointe (1989-1990)
- Mike Murphy (1990-1991)
- Jack McIlhargey (1991-1992)
- Curt Fraser (1992-1994)
- Phil Wittliff (1994-1997)
- Al Sims (1997-2000)
- Dave Allison (2000-2002)
- Peter Horachek (2002-2003)
- Claude Noël (2003-2007)
- Lane Lambert (2007-2011)
- Kirk Muller (2011)
- Dean Evason (2012-2018)
- Karl Taylor (Depuis 2018)

## Palmarès
- Titres de division : 4 LIH (1982-1983, 1992-1993, 1994-1995, 1995-1996) et 2 LAH (2003-2004, 2005-2006)
- Titres de saison régulière : 1 LAH (2003-2004)
- Championnats gagnés : 1 LAH (2003-2004), 1 USHL (1975-1976)

## Records d'équipe

### En une saison
- Buts : 75 - Danny Lecours (1982-1983)
- Aides : 100 - Dale Yakiwchuk (1982-1983)
- Points : 138 - Dale Yakiwchuk (1982-1983)
- Minutes de pénalité : 381 - Don Gibson (1992-1993)
- Buts encaissés par partie : 2,02 - Mark Dekanich (2010-2011)
- Pourcentage d'arrêts : 93,1 % - Mark Dekanich (2010-2011)

### En carrière
- Buts : 444 - Danny Lecours
- Aides : 379 - Fred Berry
- Points : 813 - Danny Lecours
- Minutes de pénalité : 1 233 - Ken Sabourin
- Victoires de gardien : 119 - Rich Sirois
- Blanchissages : 11 - Brian Finley
- Nombre de parties : 641 - Danny Lecours